# Galleria Rudolfinum
La Galleria Rudolfinum, che è parte del Museo delle arti decorative di Praga, iniziò la sua attività il 1º gennaio 1994 ed è una struttura statale no-profit diretta e finanziata dal Ministero della cultura della Repubblica Ceca. È dislocata nel complesso architettonico neorinascimentale Rudolfinum, progettato nel 1884 da Josef Zítek e Josef Schulz, architetti che realizzarono anche il teatro nazionale. Nelle vicinanze vi sono inoltre il Museo delle arti decorative, la facoltà di Filosofia e l'Accademia di arti decorative. Il complesso si trova sul confine fra la vecchia e la nuova città.
La Galleria Rudolfinum non ha una collezione propria, ma si occupa di organizzare mostre temporanee che forniscono un background sul quale costruire una vasta gamma di mostre che rendono possibile, di volta in volta lo sviluppo di tematiche diverse, conferendo alla Galleria Rudolfinum un ruolo costatnte nello sviluppo della scena artistica contemporanea.
Attualmente il museo comprende circa mille e cinquecento metri quadri di zona di mostra disponibili.
Il direttore della Rudolfinum è Petr Nedoma.

## Mostre realizzate
- Propaganda for Happiness
- Josef Váchal
- Louise Bourgeois – Locus of Memory
- Jürgen Klauke
- Along the Frontier
- Faces and Bodies of the Middle Kingdom
- Angel, Angel - Legends of the Present
- Kiki Smith: Sculptures
- František Drtikol – Photographer, Painter, Mystic
- Cindy Sherman – Retrospective
- Nan Goldin – I'll be your mirror
- Nests of Games
- Qiu Shihua - Landscapes
- Jiří David - The Glow
- Michael Biberstein – Towards Silence
- Reality Check
- Czechoslovak socialist realism 1948 - 1958
- A Strange Heaven – current Chinese photography
- Czech photography 1840-1950
- Ivan Pinkava – Heroes
- Skála in Rudolfinum
- Alén Diviš
- Annelies Štrba
- Václav Jirásek - Industria
- Rineke Dijkstra – Portraits
- Shomei Tomatsu – Skin of the Nation
- Neo Rauch: Neue Rollen
- Uncertain States of America
- Gregory Crewdson
- Gottfried Helnwein
- Chinese Painting - Zhang Xiaogang
- Fang Lijun
- Feng Mengbo
- Andy Warhol – Motion Pictures
- Georg Baselitz – Paintings 1960-2008
- Herbert Tobias
- Decadence Now! Visions of Excess[1]

## Italiani presentati alla Galleria Rudolfinum
Nella mostra Decadence Now! Visions of Excess del 2010 curata da Otto M. Urban, fra le opere selezionate vi erano sculture degli italiani Paolo Schmidlin e Niba.

## Galleria d'immagini

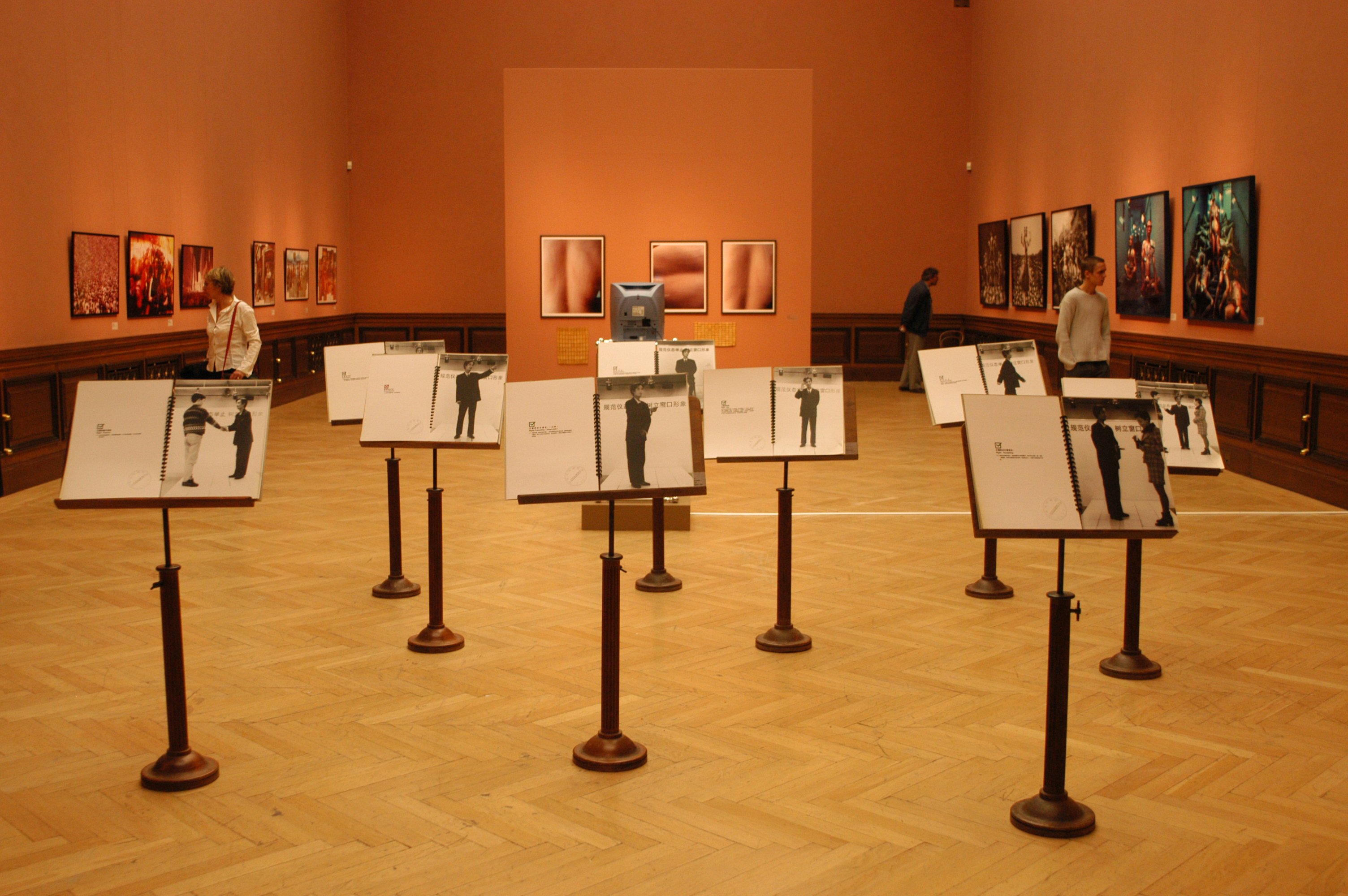
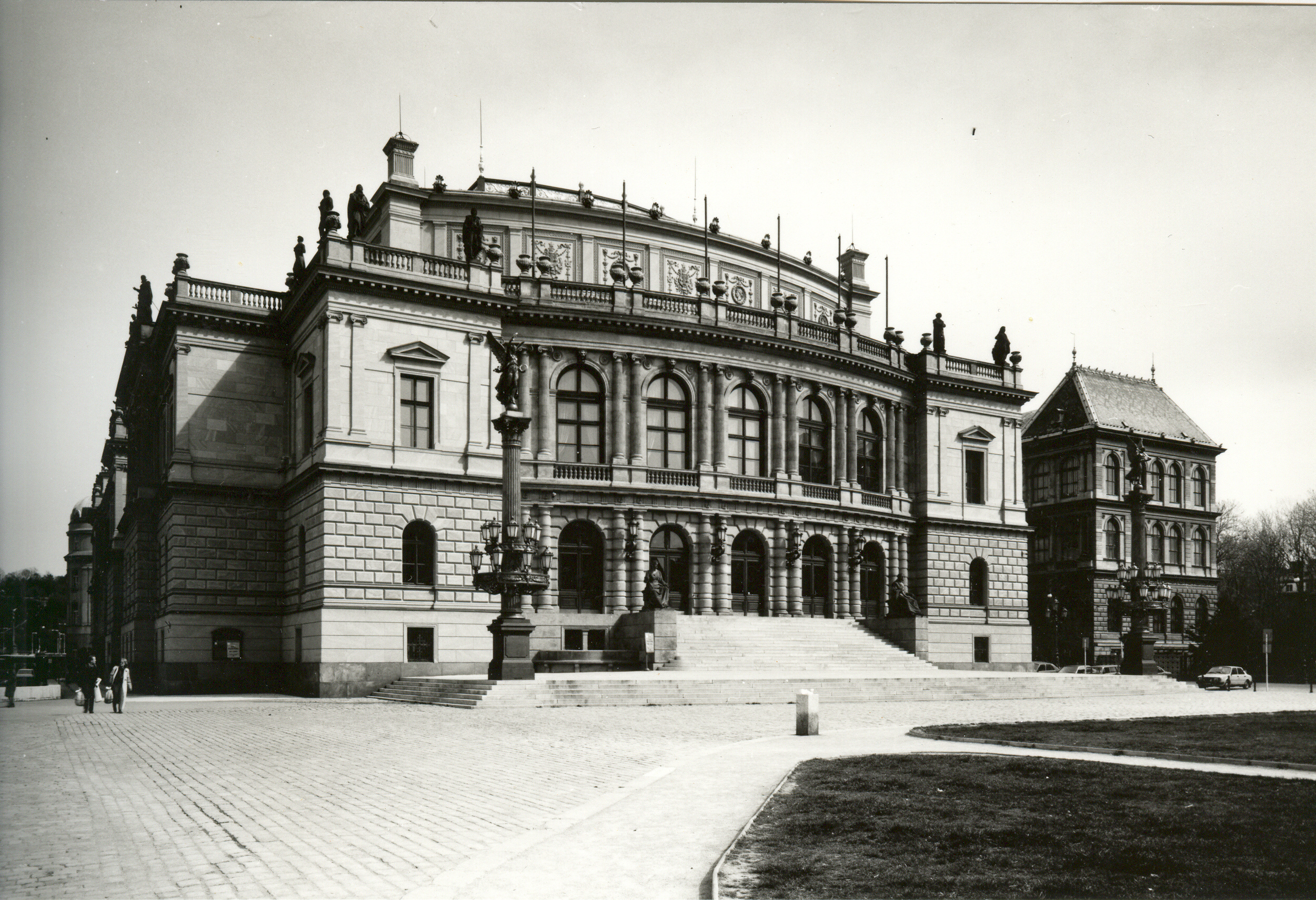
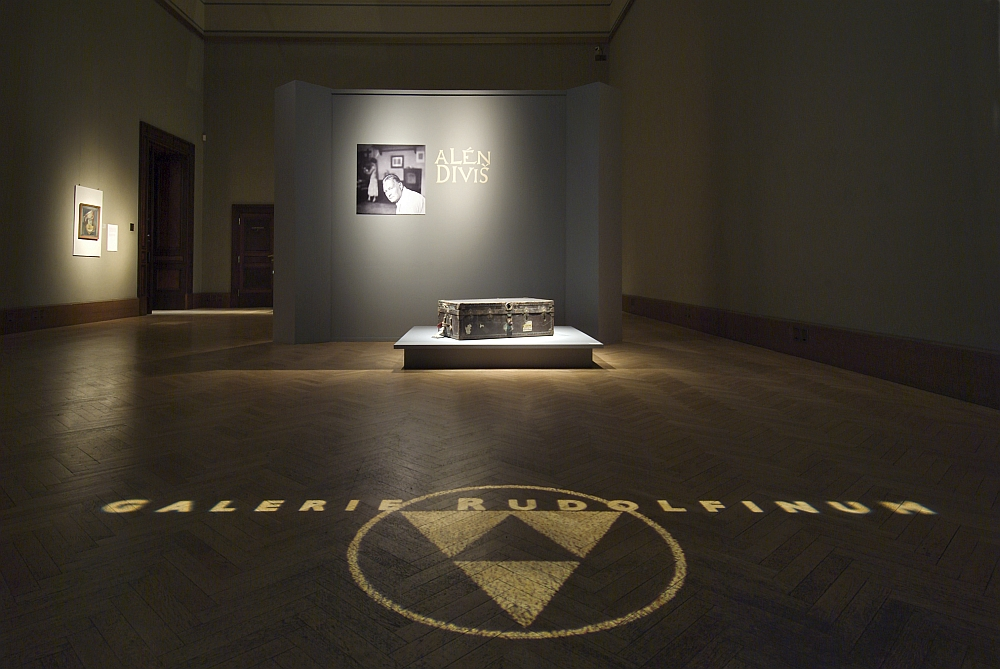
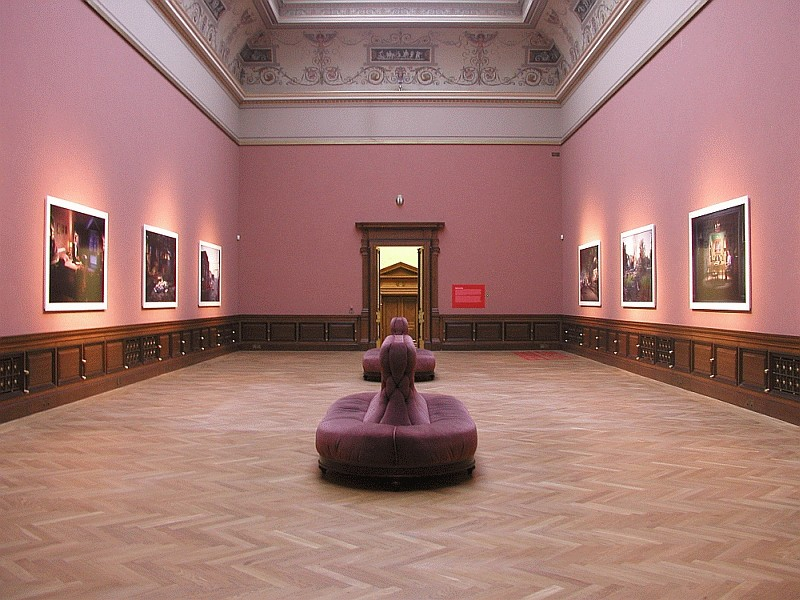
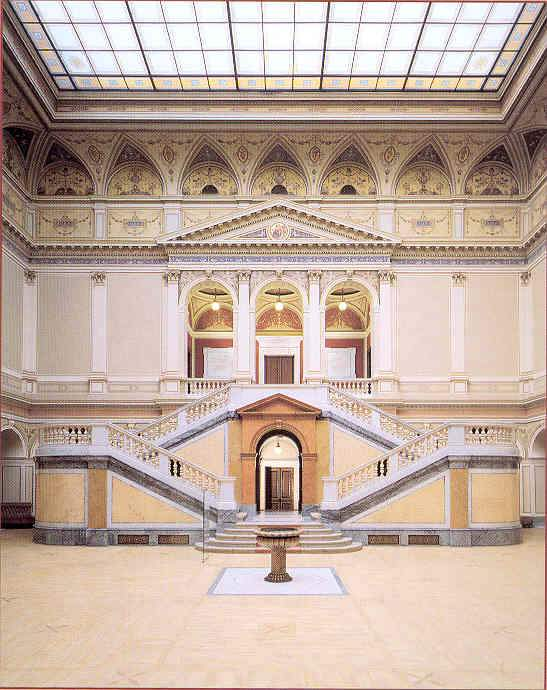
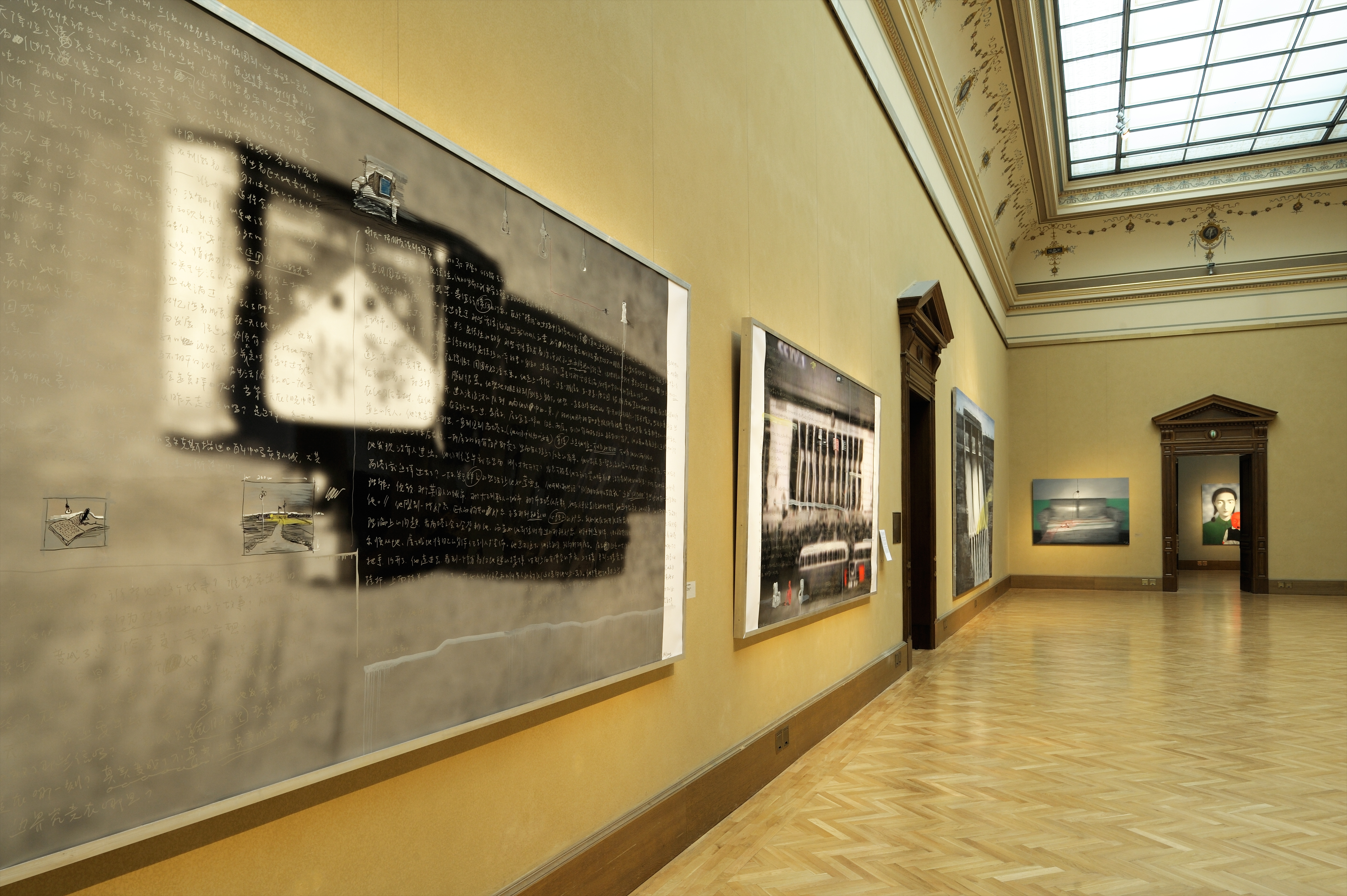
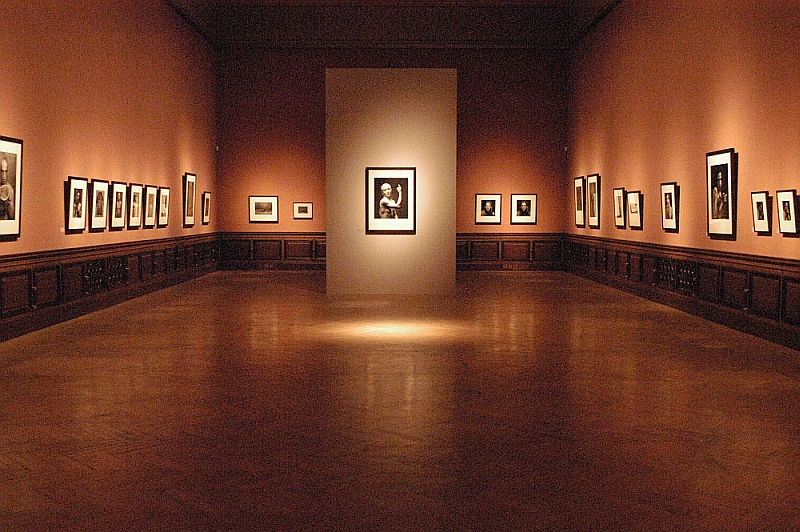
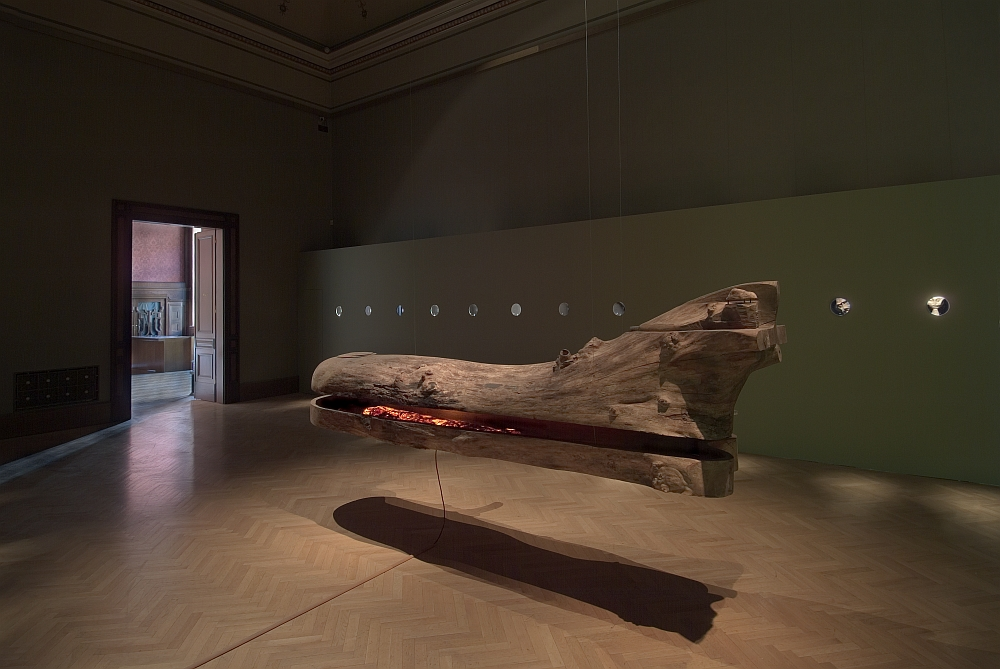
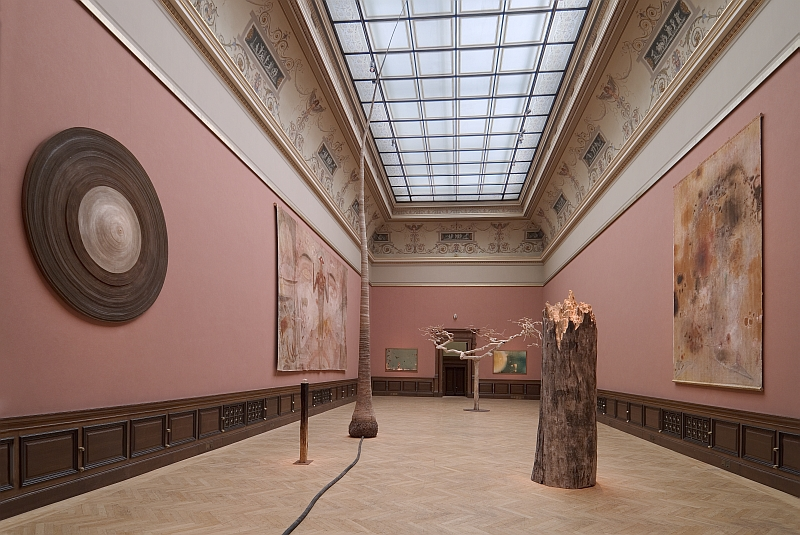
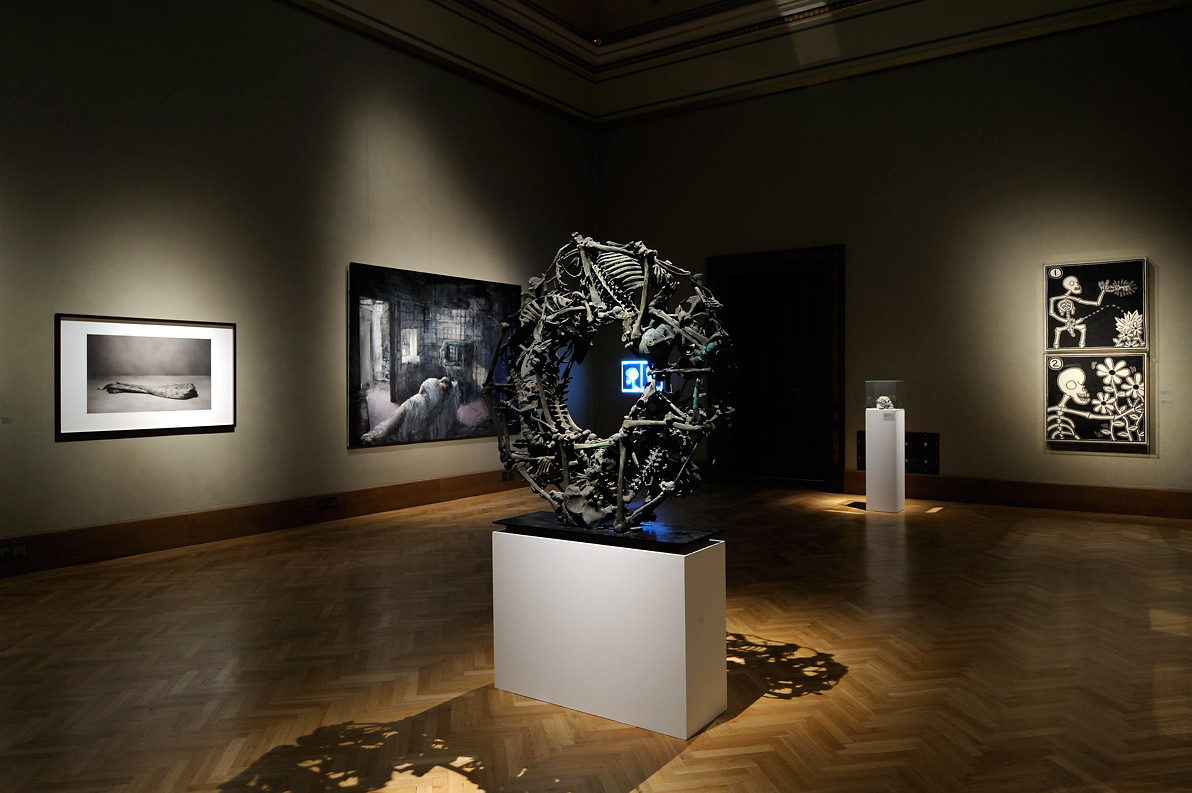